# Banca Comercială Română
Banca Comercială Română (BCR) er en rumænsk bank med hovedkvarter i Bukarest. De driver en universal bankforretning med 643 filialer og 10.000 ansatte. I 2005 blev banken opkøbt af østrigske Erste Group.
Banca Comercială Română blev etableret i 1990 efter overtagelse af kommercielle aktiviteter fra National Bank of Romania.